# 708 (číslo)
Sedm set osm je přirozené číslo. Následuje po čísle sedm set sedm a předchází číslu sedm set devět. Římskými číslicemi se zapisuje DCCVIII a řeckými číslicemi ψη.

## Matematika
708 je:
- Abundantní číslo
- Složené číslo
- Nešťastné číslo

## Astronomie
- (708) Raphaela je planetka hlavního pásu, kterou objevil v roce 1911 Joseph Helffrich

## Roky
- 708
- 708 př. n. l.